# Каменский район (Днепропетровская область)
Каменский район либо Каменской район (укр. Кам'янський район) — административная единица в Днепропетровской области Украины. Создан в 2020 году. Административный центр — город Каменское.

## География

### Расположение
Район расположен в северо-западной части области. На западе граничит с Александрийским районом, на севере с Полтавским районом, на востоке с Днепровским районом, на юге с Криворожским районом.

### Гидрография
Через территорию района протекают реки — Днепр (Каменское водохранилище), Базавлук, Саксагань, Жёлтая, Каменка, Омельник.

## История
Район был образован 19 июля 2020 года в результате административно-территориальной реформы, в его состав вошли территории:
- Верхнеднепровского района,
- Криничанского района,
- Пятихатского района,
- а также городов областного значения Каменское, Вольногорск, Жёлтые Воды.

## Население
Численность населения района — 439,0 тыс. человек.

## Административное устройство
Район делится на 12 территориальных общин (громад), в том числе 6 городских, 4 поселковые и 2 сельские общины (в скобках — их административные центры):
- Городские:
  - Каменская городская община (город Каменское),
  - Верхнеднепровская городская община (город Верхнеднепровск),
  - Верховцевская городская община (город Верховцево),
  - Вольногорская городская община (город Вольногорск),
  - Жёлтоводская городская община (город Жёлтые Воды),
  - Пятихатская городская община (город Пятихатки);
- Поселковые:
  - Божедаровская поселковая община (пгт Божедаровка),
  - Вишнёвская поселковая община (пгт Вишнёвое),
  - Криничанская поселковая община (пгт Кринички),
  - Лиховская поселковая община (пгт Лиховка);
- Сельские:
  - Затишнянская сельская община (село Затишное),
  - Саксаганская сельская община (село Саксагань).